# Pylas
Dans la mythologie grecque, Pylas, fils de Cléson, est considéré par certains auteurs comme le fondateur de Pylos (plutôt que Nélée).
Il tue son oncle Bias pour s'emparer du trône de Mégare, puis abandonne la ville à Pandion (le fils de Cécrops), pour aller fonder Pylos dans le Péloponnèse. Il aurait eu un fils, Sciron et une fille, Pylias.

## Sources
- Pseudo-Apollodore, Bibliothèque [détail des éditions] [lire en ligne] (III, 15, 5).
- Pausanias, Description de la Grèce [détail des éditions] [lire en ligne] (I, 39).